# Республика Черногория (1992—2006)
Республика Черногория (серб. Република Црна Гора, черног. Република Црна Гора/Republika Crna Gora) — государство-член Союзной Республики Югославия и Государственного Союза Сербии и Черногории существовавшее с 1992 по 2006 годы. 3 июня 2006 года руководство Черногории провозгласило независимость и выход Черногории из состава ГССЧ по результатам референдума, при этом против выхода Черногории из состава федерации проголосовало чуть менее половины (44,5 %).
После начала распада Югославии две республики — Сербия и Черногория договорились о формировании Союзной Республики Югославия. В 2003 году СРЮ была преобразована в Государственный Союз Сербии и Черногории. В мае 2006 года по результатам референдума Черногория была преобразована в независимое государство.

## Союзная Республика Югославия

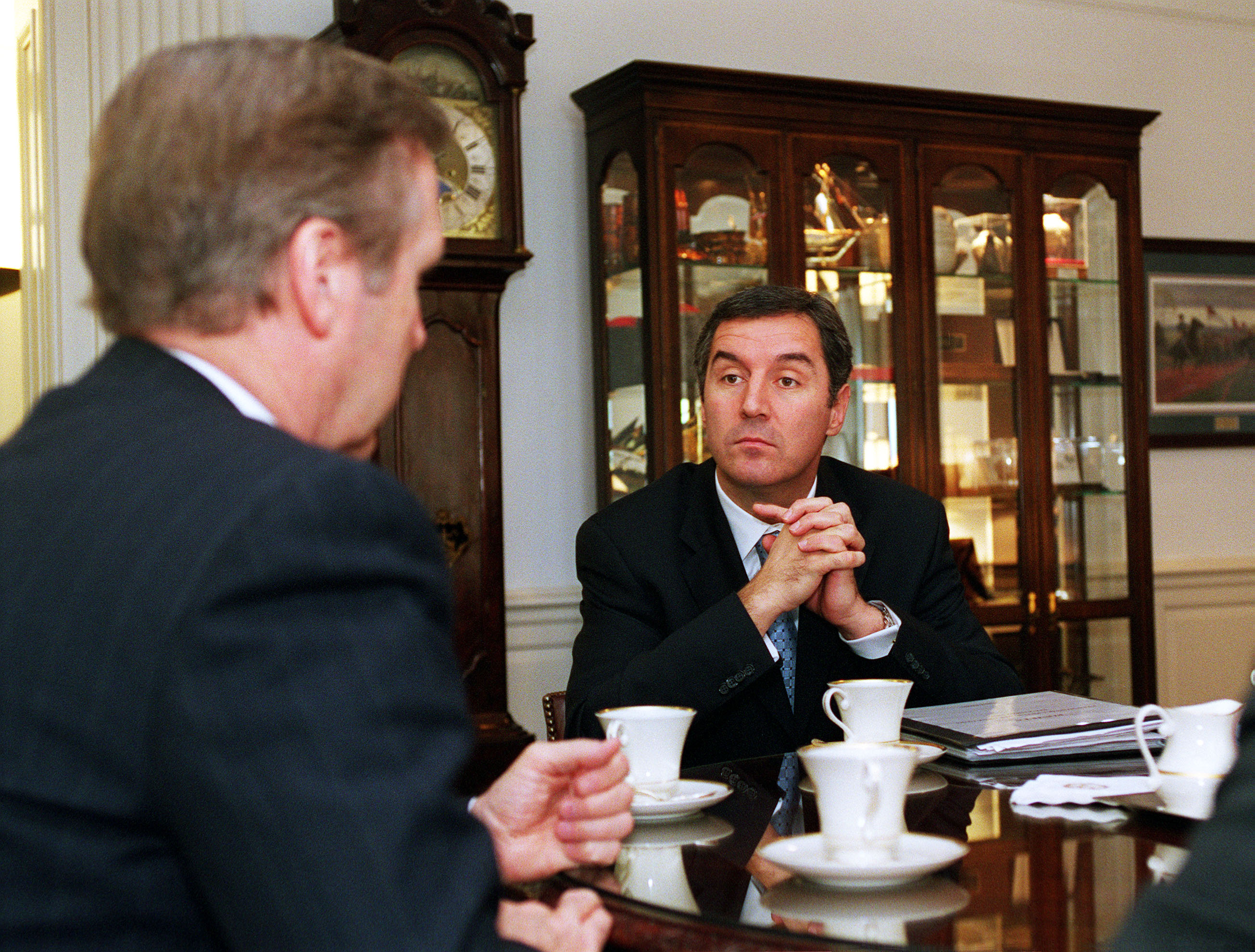
Президент Черногории Мило Джуканович беседует с Уильямом Коэном в Пентагоне. 4 ноября 1999 года

После образования СРЮ, власть в Сербии находилась в руках Слободана Милошевича. В Черногории президентом стал его соратник Момир Булатович. Однако затем Булатович взял курс на отделение Черногории и провозглашение независимости. Италия предложила Черногории возможность быстрого доступа в Европейское сообщество, если Черногория выйдет из состава Югославии. Но и в итоге Булатович склонился к решению войти в состав обновленной Югославии.
При этом Черногория отказалась от коммунистической идеологии и вступила на путь демократических преобразований. В 1992 году столице республики Титограду было возвращено историческое название — Подгорица.
Коммунистические флаг и герб были заменены на традиционный черногорский триколор и двуглавого орла. Из всех бывших югославских республик только Черногория осталась в составе Югославии. Это дало возможность Югославии сохранить выход к морю и военно-морской флот. Однако желание независимости части черногорских националистов постепенно набирало популярность в черногорском обществе.
В 1998 году Булатович уходит в отставку и новым президентом Черногории становится Мило Джуканович, ярый сторонник независимости Черногории. В конце 1990-х годов черногорский лидер Мило Джуканович из соратника Слободана Милошевича превратился в его непримиримого противника, что сразу привлекло на его сторону международное сообщество и сербскую оппозицию. Джуканович вначале потребовал от Милошевича закрепить за Черногорией право на самостоятельную внешнюю политику, а впоследствии поставил своей целью полную независимость. Тогда обретению ею юридической независимости воспрепятствовал Европейский союз. В 2000 году Черногория перешла на немецкую марку, а с января 2002 года официальной денежной единицей страны стал евро.

## Государственный Союз Сербии и Черногории
После Бульдозерной революции в Сербии и свержения с поста президента Сербии Милошевича, Джуканович и руководство Черногории стали требовать упразднения СРЮ и создания конфедерации.
В 2003 году был образован Государственный Союз Сербии и Черногории. Государственное сообщество Сербии и Черногории было создано под мощным давлением Европейского союза при активнейшем участии Хавьера Соланы. Согласно Конституционной хартии новой федерации, в феврале 2005 года должны были состояться выборы в его законодательное собрание, а с 2006 года государства-члены в его составе получали право на проведение референдума о независимости.
В 2006 году правительство Черногории добилось проведения референдума о независимости, по итогам которого была провозглашена независимость Черногории. После провозглашения независимости Черногория начала заново выстраивать свои международные отношения.